# Tecticornia pergranulata
Tecticornia pergranulata är en amarantväxtart som först beskrevs av John McConnell Black, och fick sitt nu gällande namn av K. A. Sheph. och Paul G. Wilson. Tecticornia pergranulata ingår i släktet Tecticornia och familjen amarantväxter. Inga underarter finns listade i Catalogue of Life.

## Bildgalleri

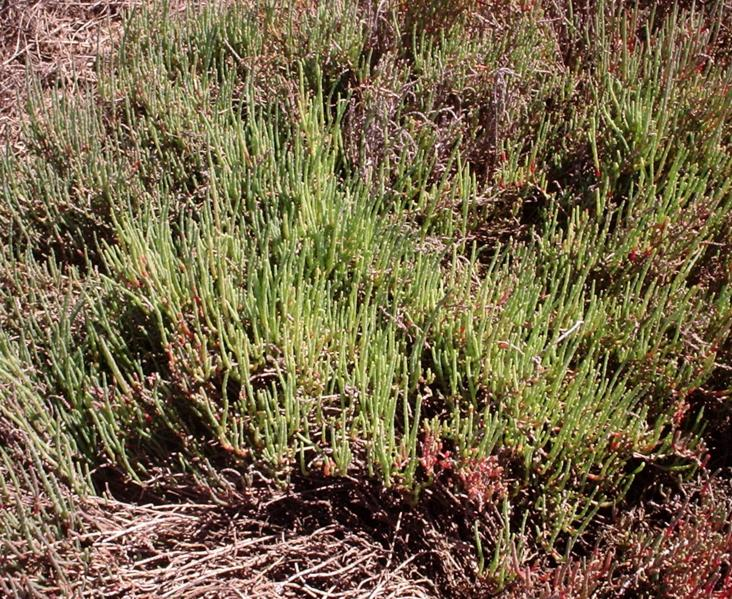